# Tibiozus robustus
Tibiozus robustus är en mångfotingart som beskrevs av Carl Graf Attems 1950. Tibiozus robustus ingår i släktet Tibiozus och familjen Spirostreptidae. Utöver nominatformen finns också underarten T. r. pharaonicus.